# 大光寺町 (栃木市)
大光寺町（だいこうじまち）は、栃木県栃木市の町名。郵便番号は328-0003。
　

## 地理
栃木市の東部、国府地区の東部に位置し、東は下野市、南は小山市、北は下都賀郡壬生町とそれぞれ接する。
中部を東西に小金井街道（栃木県道44号栃木二宮線）が通過し、南北に思川が流れる。東部にはトヨタ自動車栃木事業所等が建ち並ぶ大光寺工業団地やGKNドライブラインジャパンの本社やプルービンググラウンドがある。
隣接する地名
- 東 - 下野市国分寺、小山市飯塚
- 西 - 田村町
- 南 - 小山市小宅
- 北 - 惣社町、下都賀郡壬生町壬生乙、下都賀郡壬生町藤井

河川
- 思川

## 歴史
沿革
- 1889年（明治22年）4月1日 - 町村制施行により、栃木県下都賀郡大光寺村が惣社村、柳原新田、田村、寄居村、国府村、大塚村と合併し国府村が成立、国府村大光寺となる。
- 1957年（昭和32年）3月31日 - 国府村が栃木市に編入され、栃木市大光寺町となる。

## 世帯数と人口
2017年（平成29年）8月31日現在の世帯数と人口は以下の通りである。
| 町丁     | 世帯数  | 人口  |
| -------- | ------- | ----- |
| 大光寺町 | 127世帯 | 373人 |

## 交通

### 道路
主要地方道
- 栃木県道18号小山壬生線
- 栃木県道44号栃木二宮線（小金井街道）

## 小・中学校の学区
市立小・中学校に通う場合、学区は以下の通りとなる。
| 番地 | 小学校               | 中学校             |
| ---- | -------------------- | ------------------ |
| 全域 | 栃木市立国府南小学校 | 栃木市立東陽中学校 |